# Россошик, Лев Волькович
Лев Волькович Россошик (21 декабря 1946, Горький — 27 октября 2018, Израиль) — советский и российский спортивный журналист.

## Биография
Родился в Горьком в семье Волько Ицковича Россошика (1919—2001) и Эммы Самсоновны Малкиной (1922—1993). В 1969 году окончил с отличием французское отделение переводческого факультета Горьковского педагогического института иностранных языков. Спортивной журналистикой начал заниматься в 1963 году, ещё будучи старшеклассником. Работал в горьковской газете «Ленинская смена», еженедельнике «Спортивная Москва», журнале «Олимпийская панорама», газете «Советский спорт». В 1970—1980-е годы работал в пресс-центрах крупнейших соревнований, проходивших в Советском Союзе, возглавлял пресс-центры по видам спорта на Спартакиадах народов СССР.
В 1991 году вместе с группой журналистов «Советского спорта» создал газету «Спорт-Экспресс», на протяжении 20 лет работал в ней заместителем главного редактора. С июня 2011 года был обозревателем интернет-портала «Чемпионат».
Лев Россошик работал на четырнадцати Олимпийских играх, освещал события чемпионатов мира и Европы более чем по 30 видам спорта, прежде всего — по волейболу, фехтованию, конькобежному спорту, комментировал волейбольные матчи на телеканалах «Спорт» и «Матч ТВ». Участвовал в эстафетах олимпийского огня Игр в Афинах (2004) и Турине (2006).
Входил в состав пресс-комиссии Международной федерации волейбола, работал в должностях вице-президента европейской секции Международной ассоциации спортивной прессы (АИПС), первого вице-президента Федерации спортивных журналистов России, руководителя волейбольной комиссии Международной ассоциации спортивной прессы, члена Наблюдательного совета Всероссийской федерации волейбола, руководителя рабочей группы прессы Оргкомитета «Сочи-2014».
Лев Волькович (Владимирович) Россошик — автор книг о волейболе («Праздник, который всегда со мной»), велогонках «Тур де Франс» («Затянутые „Большой петлёй“»), конькобежном спорте («Век российских скороходов»), фехтовании («Рыцари пера и клинка»), один из составителей серии словарей «Спортивные термины на 5 языках».
Умер 27 октября 2018 года после продолжительной болезни в одной из клиник Израиля.

## Награды и звания
- Заслуженный работник культуры Российской Федерации (1998).
- Почётный знак «За заслуги в развитии олимпийского движения России».
- Медаль Николая Озерова «За пропаганду физической культуры и спорта».
- Медаль президента Российской Федерации «В память 30-летия Игр ХХII Олимпиады  1980  года в  г. Москве»[6].

## Книги
- Век российских скороходов / Сост. Л. В. Россошик. — М.: Физкультура и спорт, 1990. — 224 с. — ISBN 5-278-00132-1.
- Тренеры седеют рано / Сост. Л. В. Россошик. — М.: Терра-Спорт, 2001. — 191 с. — ISBN 5-93127-106-6.
- Сидней-2000: Хроника взлётов и падений / Сост. Л. В. Россошик. — М.: Терра-Спорт, 2001. — 256 с. — (Библиотечка «Спорт-Экспресс»). — ISBN 5-93127-109-0.
- Россошик Л. В. Затянутые «Большой петлёй». — М.: Терра-Спорт, 2001. — 224 с. — (Библиотечка «Спорт-Экспресс»). — ISBN 5-93127-152-X.
- Мэтры отечественного футбола / Сост. Л. В. Россошик. — М.: Терра-Спорт, 2001. — 224 с. — (Библиотечка «Спорт-Экспресс»). — ISBN 5-93127-127-9.
- Рыцари пера и клинка / Авт.-сост. Л. В. Россошик. — М.: Человек, 2008. — 302 с. — ISBN 978-5-903508-48-3.
- Россошик Л. В. Праздник, который всегда со мной. — М.: Спорт, 2017. — 238 с. — ISBN 978-5-906839-64-0.